# Адамсвил (Тенеси)
Адамсвил (енгл. Adamsville) град је у америчкој савезној држави Тенеси.

## Демографија
По попису из 2010. године број становника је 2.207, што је 224 (11,3%) становника више него 2000. године.
| Група             | 2000.         | 2010.         |
| Белци             | 1.936 (97,6%) | 2.095 (94,9%) |
| Афроамериканци    | 20 (1,0%)     | 28 (1,3%)     |
| Азијати           | 2 (0,1%)      | 2 (0,1%)      |
| Хиспаноамериканци | 10 (0,5%)     | 38 (1,7%)     |
| Укупно            | 1.983         | 2.207         |